# Самара (приток Днепра)
Сама́ра (Самарь; укр. Сама́ра) — река в Украине, левый приток Днепра (бассейн Чёрного моря).

## Происхождение гидронима
Гидроним имеет иранское происхождение.

## Течение
Исток реки находится неподалёку от села Весёлая Гора (Александровский район Донецкой области) на западных склонах Донецкого кряжа. Протекает по территории Донецкой, Харьковской и Днепропетровской областей. Впадает в Днепровское водохранилище (бывшее озеро им. Ленина) Днепра на расстоянии 409 км от устья последнего в районе г. Днепра.

## Бассейн

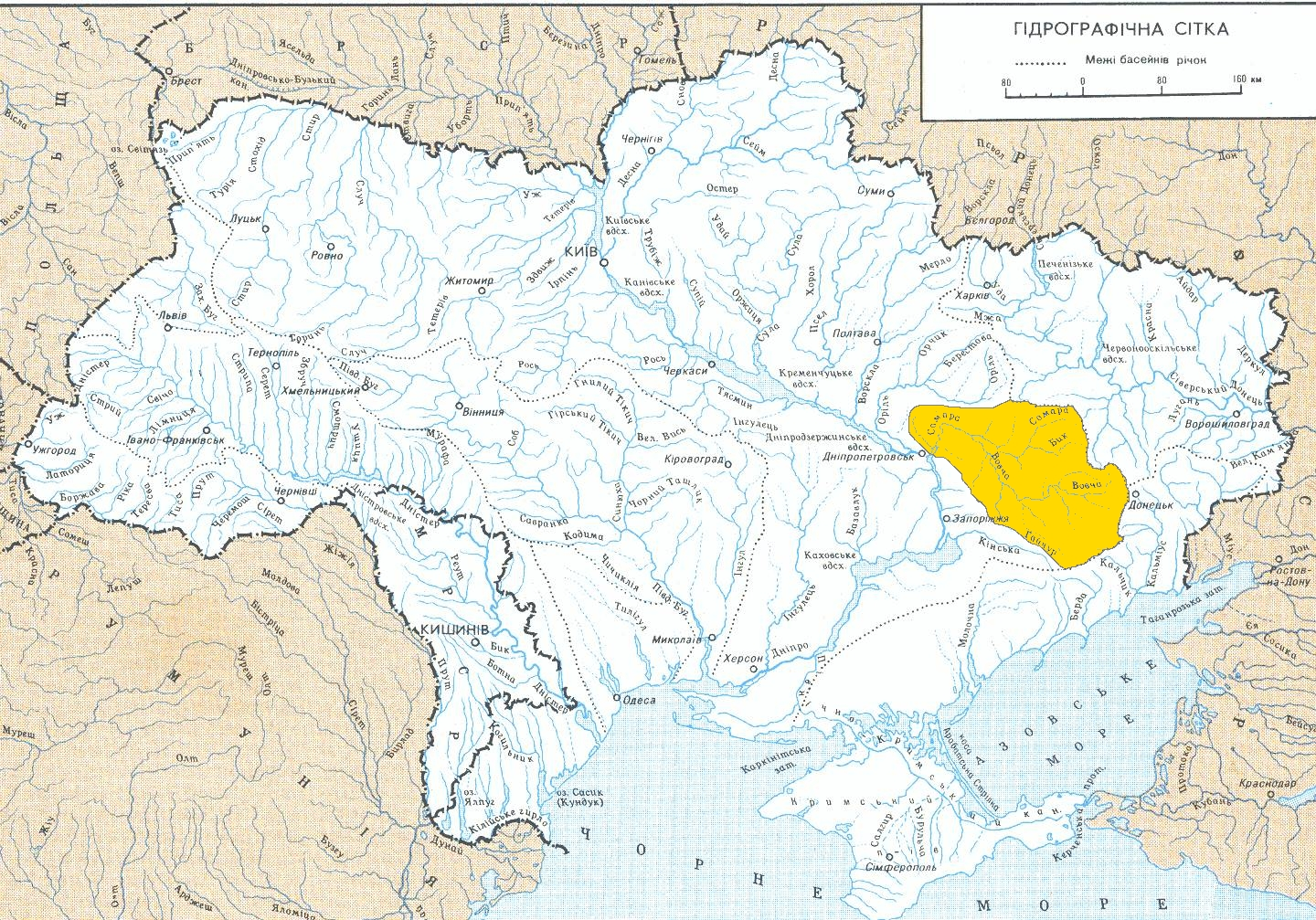
Бассейн реки Самара

Длина реки 311 км. Уклон реки — 0,33 м/км. Русло извилистое, в нижней трети спрямляется. Ширина русла до впадения притока Волчьей 15-40 м, ниже 40-80 м (максимальная до 300 м). Площадь бассейна реки составляет 22 660 км². Долина преимущественно трапециевидная, асимметричная, на отдельных участках неясно выражена. Долина расширяется от 2,5 км до 12 км. Пойма двусторонняя, шириной 3-4 км (местами до 6 км). Есть старицы. Средний расход воды в 48 км от устья 17 м³/с. Питание смешанное, преимущественно снеговое. Ледовой режим нестойкий, замерзает в начале декабря, вскрывается в конце марта. Иногда промерзает полностью. В верхнем течении пересыхает в конце июля (в засушливые годы до начала ноября), образуя отдельные плёсы.
Минерализация воды р. Самара высокая — в среднем за многолетие составляет: весеннее половодье — 1750 мг/дм³; летне-осенняя межень — 2135 мг/дм³; зимняя межень — 2447 мг/дм³.
В реке водятся красноперка, голавль, карась, щука, толстолоб, сом, плотва, окунь, лещ, бычки, судак, уклейка, подлещик, линь.
Ниже впадения Волчьей на левом берегу — Самарский лес — место расположения лагерей отдыха, пансионатов, санаториев. Судоходна до Новомосковска.

## Гидросооружения
Около сёл Кохановка и Кочерёжки расположены гидрологические посты. В верховьях сооружены дамбы. Сток зарегулирован многочисленными прудами и водохранилищами для нужд орошения, водоснабжения и рыболовства.

## Населённые пункты
Вниз по течению:
- Донецкая область: посёлок Александровка.
- Харьковская область: сёла Софиевка, Червоное, Башиловка, Верхняя Самара, Павловка, Варваровка.
- Днепропетровская область: село Николаевка, посёлки Петропавловка, Дмитровка, Богуслав, г. Павлоград, Гвардейское, Черкасское, г. Новомосковск, г.Подгородное, г. Днепр.

## Археология
- На реке Самаре обнаружен дистальный фрагмент левой плечевой кости «сапиентного мустьерца», ассоциируемым с мустьерской культурой[6].
- На Игреньском полуострове при впадении Самары в Днепр у посёлка Старая Игрень выявлены Игреньские археологические поселения[7].

## Притоки
От истока к устью: Водяная (л), Гнилуша (л), Опалиха (п), Бык (л), Лозовая (л), Чаплинка (л), Сухая Чаплинка (л), Большая Терновка (п), Малая Терновка (п), Вязовок (п), Бобровка (п), Волчья (л), Вольнянка (п), Подпольная (л), Татарка (л), Кильчень (п).